# Bjelorusija
Bjelorusija (bjeloruski: Беларусь, Belarús'; ruski: Беларусь, Belarus'), službeno Republika Bjelarus (bjeloruski: Рэспубліка Беларусь, Rèspublika Belarús), država je u istočnoj Europi, koja se proteže istočno od poljske granice prema Rusiji. Na jugu graniči s Ukrajinom, a na sjeverozapadu s Latvijom i Litvom.
Bjelorusija se nalazi na prijelazu s Pribaltičke u Istočnoeuropsku nizinu. Većinom je nizinska zemlja s umjerenom kontinentalnom klimom što u gospodarskom smislu pogoduje razvoju ratarske odnosno stočarske kulture. Kontinentalna je država, tj. nema izlaza na more, ali je vrlo dobro povezana riječnim tokovima, posebno s Ukrajinom i Rusijom.
Bjelorusija ima staru i kulturno bogatu tisućljetnu povijest, ali je njezina državna neovisnost relativno mlada. Kroz svoju povijest Bjelorusija je u državničkom i kulturološkom smislu duže vrijeme bila vezana s Ukrajinom u sklopu Kijevske Rusi i Poljsko-Litavske Unije. Obje zemlje tada su u posebnoj federaciji bile poznatije pod imenom Rutenija odnosno Rus' u lokalnom slaveniziranom obliku, a konkretno u slučaju Bjelorusije – Bijela Rus'.
Nakon raspada SSSR-a 1991. godine prestalo je doseljavanje u dotada industrijski i poljoprivredno najrazvijeniju sovjetsku republiku. Teška gospodarska kriza, koja pogađa ovu zemlju započinje još u doba SSSR-a i nastavlja se zbog istočno azijske ekonomske krize sve do 1999. godine. Do drastične ekonomsko-političke promjene dolazi 1994. godine kada stanovnici umorni od privatizacija i siromaštva dotadašnjem predsjedniku daju samo 10 posto glasova, a na vlast dovode Aleksandra Lukašenka koji privatizirane tvrtke vraća pod okrilje države.
Od 1999. do danas Bjelorusija bilježi visok gospodarski rast koji se kreće između 9 i 10 posto godišnje. Ipak, glavne zamjerke trenutačnom predsjedniku Bjelorusije idu u smjeru optužba da je zemlju doveo u izolaciju, a granice države u Europi se i dalje percipiraju politički zatvorene što Bjelorusiju drži u svojevrsnoj stagnaciji kada su u pitanju europski standardi i njihovo usvajanje.

## Povijest
Slaveni s prostora zapadne Ukrajine naseljavaju prostor današnje Bjelorusije između 6. i 8. stoljeća. Tu se posebno ističu dva istočnoslavenska plemena Dregoviči i Radimiči, koji ujedno predstavljaju pretke današnjih Bjelorusa. Tadašnji Istočni Slaveni susreću se s Varjazima i osnivaju prvu veliku državu istočne Europe – Kijevsku Rus'. U sastavu te države nalazile su se i kneževine čija su središta bila u današnjim bjeloruskim gradovima kao što je Polack. Širi prostor oko kneževine Polocki u sjevernijem djelu današnje Bjelorusije imenovao se Bijela Rus' po čemu je suvremena Bjelorusija i dobila ime nakon Ruske revolucije.
U 13. stoljeću nakon mongolske provale u kojem je Kijev kao glavno kulturno i političko središte Istočnih Slavena bio do temelja uništen, Kijevska Rus' se raspala na nekoliko kneževina, a kneževine koje su se nalazile na području Bjelorusije, ušle su u posjed Velike kneževine Litve zajedno s kneževinama s prostora srednjovjekovne Ukrajine. Do 15. stoljeća, ta će se kneževina naglo proširiti na istočnu Europu i obuhvatiti prostor od Baltičkog do Crnog mora. U zemlji će većinu stanovnika činiti Bjelorusi i Ukrajinci tada poznatiji kao Rusini, a sama država jedno vrijeme nosit će ime Velika kneževina Litve, Rusi i Samogitije.
Godine 1386. godine Poljska i Litva sklapaju personalnu uniju čime ukrajinske zemlje ulaze u sastav Poljske, a bjeloruske ostaju u sastavu Litve. Time se ujedno započinje stvarati jezično-kulturološka različitost između Bjelorusa i Ukrajinaca, koji su se sve do 16. stoljeća percipirali kao jedinstven narod. Godine 1514., dogodila se bitka za Oršu između Velikog Vojvodstva Litve i Kraljevine Poljske protiv Velikog Vojvodstva Moskve. Mnogo manja vojska Poljske-Litve (30.000 vojnika) porazila je 80.000 ruskih vojnika te zarobila vojni stožer i zapovjednika. Svake se godine svečano obilježava godišnjica bitke održavanjem festivala. Godine 1569. dolazi do političkog sjedinjenja Poljske i Litve koje otada čine Poljsko-Litavsku Uniju. Nakon ustanka Zaporoških kozaka sredinom 17. stoljeća, Bjelorusi se kratko nalaze u sklopu federacije tri naroda odnosno tada je stvorena Velika kneževina Ruska koja će u jednoj mjeri potaknuti i bjelorusko samoodređenje. Upravo u tom razdoblju javlja se svojevrsna nacionalna misao o neovisnoj bjeloruskoj državi prema uzoru na Veliku kneževinu Rusku.
Svibanjskim Ustavom iz 1791. (smatra se prvim europskim modernim Ustavom), Poljska ukida sve dotadašnje podjele na kneževine i sve ujedinjuje pod nazivom Kraljevina Poljska. No ubrzo, već 1795. Rusija, Austrija i Pruska međusobno dijele Poljsku, prisilivši posljednjeg poljskog kralja Stanisława Augusta na abdikaciju. Bjeloruske zemlje ušle su u sastav Ruskog Carstva i tamo će se zadržati sve do njegovog raspada 1917. godine. Na teritoriju Bjelorusije odigrale su se važne bitke tijekom Napoleonove invazije na Rusiju 1812. godine. Prelazak bjeloruske rijeke Berezine predstavljao je konačnu katastrofu francuske vojske. Dok su se ostatci francuske armije borili da prijeđu preko pontonskih mostova, dvije ruske armije na Berezini nanijele su im ogromne gubitke.

### Povijest Bjelorusije u 20. stoljeću
██ Poljsko kraljevstvo
██ Prusko vojvodstvo, poljski vazal
██ Veliko vojvodstvo Litva
██ Vojvodstvo Kurlandija, pridruženi vazal
██ Livonija
Tijekom Prvog svjetskog rata, zemlja se nalazi pod njemačkom okupacijom. Bjelorusi su tada po prvi put proglasili neovisnost 25. ožujka 1918. odnosno kratkotrajno je stvorena Bjeloruska Narodna Republika. Kao rezultat okupacije Crvene armije, 1. siječnja 1919. bit će proglašena Sovjetska Socijalistička Republika Bjelorusija odnosno Bjeloruska Sovjetska Socijalistička Republika) koja će u prosincu 1922. službeno ući u sastav SSSR-a.
Zapadna Bjelorusija, sukladno dogovoru u Rigi je pripala Poljskoj, a bit će joj vraćena 1939. Hitlerovim i Staljinovim dogovorom o podijeli Poljske. Dvadesete godine 20. stoljeća, godine su ubrzane industrijalizacije zemlje i razvijanja poljoprivrede, to su i godine nastavka prisilne rusifikacije. Desetci tisuća građana Bjelorusije, uključujući inteligenciju, kulturnu i književnu elitu, pa sve do običnih seljaka koji su se protivili Staljinovoj ideji kolektivizacije bili su osuđeni na strijeljanje ili su poslani na robiju u Sibir.
Od samog početka Drugog svjetskog rata, Bjelorusiju su okupirale snage nacističke Njemačke, koje će zadržati vlast sve do 1945. Golemi dio zemlje je stradao u ratu zajedno s velikim dijelom stanovništva koje je bilo ubijeno za vrijeme njemačke invazije. Židovsko stanovništvo je također uništeno tijekom Holokausta. Poznata je bitka kod tvrđave Brest 1941. godine. To je jedna od prvih bitaka tijekom Operacije Barbarossa. Potpuno odsječena i okružena Nijemcima, daleko od glavnog fronta, koji se brzo kretao prema Moskvi, malobrojnija Crvena armija odolijevala je napadima duže od očekivanoga. Bitka je postala simbol sovjetskog otpora nacistima. Tvrđava je proglašena "tvrđavom herojem" 1965., a Minsk "gradom herojem" 1974., zajedno s još nekim sovjetskim gradovima. Minsk je bio okružen njemačkim snagama krajem lipnja 1941. Zarobljeni u ogromnom džepu, Sovjeti su očajnički branili svoje položaje. Njihov otpor je slomljen 9. srpnja, s više od 300.000 zarobljenih sovjetskih vojnika. Tijekom sljedeće tri godine okupacije, Nijemci su ubili oko 400.000 civila unutar i oko grada. Područje Minska postalo je središte za sovjetske partizanske aktivnosti iza neprijateljskih linija.
Tek je 1971. godine Bjelorusija dostigla prijeratni broj stanovnika, dok se židovsko stanovništvo nikad nije oporavilo. Nakon rata, Bjelorusija je bila jedna od 51 potpisnika povelje o osnivanju Ujedinjenih naroda.
Obnova koja je uslijedila odmah nakon rata, donijela je silan napredak SSSR-u i u to je vrijeme uz Ukrajinu, Bjelorusija bila najrazvijenije industrijsko središte SSSR-a. Otvaranje novih radnih mjesta potaknulo je i povećanje broja imigranata iz Rusije. Tijekom Staljinove vladavine, rusifikacija je bila izrazito snažna i na ključnim mjestima u Sovjetskoj Bjelorusiji nalazili su se isključivo Rusi iz raznih krajeva SSSR-a. Službenu upotrebu bjeloruskog jezika, zajedno s bjeloruskom tradicijom Moskva je ograničavanla, iako je danas bjeloruski uz ruski službeni jezik u državi, gotovo svi koriste isključivo ruski jezik. I nakon Staljinove smrti 1953., njegov nasljednik Nikita Hruščov nastavio je s rusifikacijom, pa je čak i jednom prilikom izjavio u Minsku: ”Što prije svi progovorimo ruski, prije ćemo izgraditi komunizam”.
Kada je 26. travnja 1986. došlo do eksplozije na nuklearnoj elektrani nedaleko od grada Černobila u susjednoj Ukrajini, Bjelorusija je pretrpjela golemu štetu, jer se radijacija s ukrajinsko-bjeloruske granice širila upravo preko njenog teritorija. U to je vrijeme Mihail Gorbačov pokrenuo Perestrojku, a u prosincu te iste 1986. bjeloruski građani predali su mu peticiju u kojoj su naveli da njihova kultura i tradicija nestaje pred nametnutom rusifikacijom. Taj je događaj među povjesničarima ostao zapamćen kao “kulturni Černobil”.
U lipnju 1988., pronađena je masovna grobnica iz doba Staljinove strahovlade u šumovitom predjelu Kurapati. Neki smatraju da je ta grobnica ključni dokaz namjere sovjetske vlade u smišljenom genocidu protiv bjeloruskog naroda (slično je i s ukrajinskim Gladomorom).
Bjelorusi su proglasili nezavisnost od SSSR-a 27. srpnja 1990., a Republika Bjelorusija međunarodno je priznata 25. kolovoza 1991. godine. Upravo je u to vrijeme na čelo bjeloruskog parlamenta odnosno Vrhovnog Sovjeta Bjelorusije (na tada najmoćniju dužnost u državi) došao Stanislav Šuškevič. Šuškevič je zajedno s tadašnjim novim predsjednikom Rusije Borisom Jeljcinom i Ukrajine Leonidom Kravčukom na sastanku u prosincu 1991. i službeno objavio raspad Sovjetskog Saveza i osnivanje nove Zajednice Nezavisnih Država sa sjedištem u Minsku.
Od 1994. na čelu države se nalazi aktualni predsjednik Bjelorusije Aleksandar Lukašenko koji je po navodima organizacije za ljudska prava Human Rights Watch, posljednji europski diktator koji krši prava čovjeka, ometa slobodu i neovisnost medija, vrši neposrednu cenzuru nad novinarima, zatvara političke neistomišljenike i sprječava razvoj demokracije i pluralizma. Kada su u pitanju ljudska prava, stanje u Bjelorusiji se od 2005. godine počelo poboljšavati, kada je na inicijativu Ukrajine odnosno pozitivnog lobiranja bivšeg predsjednika Viktora Juščenka, Bjelorusija pristupila Istočnom partnerstvu čime su se Bjelorusi našli u nešto manjoj političkoj i društvenoj izolaciji, a oporbeni politički aktivisti Bjelorusije pred nešto manjim državnim sankcijama.

### Povijesna simbolika
Zastava bijeli-crven-bijeli i grb naziva „Pagonja“ izvorno su simboli Velike Kneževine Litve, a kasnije su bili simboli Narodne Republike Bjelorusije iz 1918. Iako je za vrijeme SSSR-a simbolika bila zabranjena, rabila se među bjeloruskim iseljeništvom.
Neposredno pred slom Sovjetskoga Saveza, simboliku je preuzeo bjeloruski narodni preporod da bi u prvim godinama neovisnosti zastava i grb bili i službeno priznati simbolima nezavisne Bjelorusije. Dolaskom na vlast, Aleksandar Lukašenko vraća staru gotovo nepromijenjenu sovjetsku zastavu i grb (od grba BSSR razlika je jedino u zamijeni srpa i čekića u obris Bjelorusije i natpis na vrpci BSSR je promijenjen u Republika Bjelorusija), a stara trobojnica i Pagonja postaju simboli demokracije i borbe protiv trenutačno vladajućeg režima Aleksandra Lukašenka.

## Opći podatci
- Površina – 207.600 km2.
- Udaljenost: sjever – jug: 560 km, istok – zapad: 650 km
- Stanovništvo – 9.413.446 (popis 2019.)[5]
- Etnički sastav Bjelorusije: Bjelorusi – 83,7 %, Rusi – 8,3 %, Poljaci – 3,1 %, Ukrajinci – 1,7 %, Židovi – 0,14 % (popis 2009.)[6][8]
- Glavni grad – Minsk (2,018.300) (popis 2019.)[5]
- Ostali veći gradovi: Gomelj (484.300), Mogiljov (354.000), Vitebsk (348.800), Grodno (328.000), Brest (310.800).
- Religijska pripadnost: 70 % pravoslavci, 20 % – rimokatolici, 7 % – grkokatolici
- Upravna podjela – Bjelorusija je podijeljena na 6 oblasti sa središtima u najvećim i najrazvijenijim gradovima u regiji: Minsk, Brest, Vitebsk, Gomelj, Grodno i Mogiljov.  Svaka se oblast dijeli na manje jedinice – rajone.
- Najviši vrh: Dzeržinska gora – 345 m
- Najduža rijeka: Dnjepar – 2280 km
- Omjer stanovništva: selo – 29 % / grad – 71 %
- Pismenost stanovništva: 99,6 %

## Upravna podjela
Najveća jedinica upravne podjele Bjelorusije  su oblasti (bje: voblastsi), Bjelorusija se sastoji od šest oblasti i grada Minsk koji ima specijalan status pošto je i središte Minske oblasti. Oblasti nose nazive središte oblasti tako Brestska oblast je dobila ime po glavnome gradu oblasti Brestu.
Svaka oblast dijeli se na rajone, kojih je ukupno u Bjelorusiji 118.
| # | Oblast (Bjeloruski naziv)                  |                            |
| - | ------------------------------------------ | -------------------------- |
| 1 | Minsk (grad) (горад Менск)                 | Minsk (grad) (горад Менск) |
| 2 | Brestska oblast (Берасьцейская вобласьць)  |                            |
| 3 | Gomeljska oblast (Гомельская вобласьць)    |                            |
| 4 | Grodnenska oblast (Гарадзенская вобласьць) |                            |
| 5 | Mogiljovska oblast (Магілёўская вобласьць) |                            |
| 6 | Minska oblast (Менская вобласьць)          |                            |
| 7 | Vitebska oblast (Віцебская вобласьць)      |                            |

## Zemljopis
Bjelorusija se nalazi između 51° i 57° sjeverne zemljopisne širine i između 23° i 33° istočne zemljopisne dužine. To je kopnena, relativno ravna zemlja, koja ima i mnogo močvarnog zemljišta. U Bjelorusiji se nalazi jedna od najvećih močvara u Europi - Pripjatska močvara, koja je dio Polesja. Oko 40 % Bjelorusije pokriveno je šumama. Ima čak 11 000 jezera te oko 20 000 vodotoka. Tri glavne rijeke koje teku kroz zemlju su: Njemen, Pripjat i Dnjepar. Njemen teče prema zapadu i ulijeva se u Baltičko more. Pripjat teče prema istoku i ulijeva se u Dnjepar. Dnjepar teče prema jugu do Crnog mora. Ostale značajnije rijeke su: Berezina i Sož.
Bjelorusija je nizinska zemlja pa se najviši vrh, koji se nalazi na Dzeržinskoj gori nalazi na samo 345 metara. Najniža točka je na rijeci Njemen na 90 m. Prosječna nadmorska visina je 160 m. Klimatska obilježja su hladne zime, s prosječnom siječanjskom temperaturom od -6 °C te blagim i vlažnim ljetima s prosječnom temperaturom od 18 °C. Snijeg se zadržava na tlu od prosinca do ožujka. Prosječna godišnja količina oborina kreće se od 550 do 700 mm. Zemlja je u prijelaznoj zoni između kontinentalne klime i oceanske klime.
Prirodni resursi su: šume, jezera, poljoprivredna zemljišta, treset, male količine nafte i zemnog plina, granit, vapnenački dolomit, lapor, kreda, pijesak, šljunak i glina.
Nekada je cijela zemlja bila pod šumama. Na zapadu zemlje nalazi se Bjeloveška šuma, koja je najveća prašuma u Europi,  gdje u prirodi boravi europski bizon. Bjeloruske šume su listopadne i crnogorične. Glavne vrste drveća su: bukva, hrast, smreka, bor i breza. Bogat je životinjski svijet šuma kojeg čine: jeleni, srne, vukovi, medvjedi, lisice, zečevi, kune, razne ptice itd. U jezerima i vodotocima ima mnogo ribe te vidri i dabrova. Glavne poljodjelske kulture su: ječam, heljda, lan, krumpir, šećerna repa i pšenica.
Oko 70 % zračenja iz Černobila pogodilo je Bjelorusiju od 1988. godine nadalje. Černobil se nalazi blizu granice. Oko petina površine na jugoistoku zemlje, uglavnom poljoprivredno zemljište i šume i dalje su pod utjecajem zagađenja od zračenja. Opasno je po ljude, ako se dugotrajno živi na tom području. Kratkotrajni posjeti su bezopasni. Ujedinjeni narodi i druge međunarodne organizacije imaju za cilj smanjiti razinu zračenja u pogođenim područjima metodama, koje su namijenjene smanjenju razine cezija-137 u tlu.
Bjelorusija na sjeveru graniči s Latvijom, na sjeverozapadu s Litvom, s Poljskom na zapadu, s Rusijom na sjeveru i istoku i s Ukrajinom na jugu.
Bjelorusija je površinom nešto manja od Velike Britanije ili Rumunjske te američke savezne države Kansas.
| Najveći gradovi - Minsk (1,834.200) - Gomelj (484.300) - Mogiljov (354.000) - Vitebsk (348.800) - Grodno (328.000) - Brest (310.800) - Bobrujsk (215.100) - Baranoviči (168.200) - Borisov (147.100) - Pinsk (130.600) | Najduže rijeke - Dnjepar 690 km - Berezina 613 km - Pripjat 495 km - Sož 493 km - Njemen 459 km - Ptič 421 km - Zapadna Dvina 328 km - Ščara 325 km - Svisloč 297 km | Najveća jezera - Naroč (površina 79,6 km²) - Osveja (52,8 km²) - Crveno jezero (40,8 km²) - Lukomljsko jezero (37,7 km²) - Drivjati (36,1 km²) - Vigonoščansko jezero (26 km²) - Neščerdo jezero (24,6 km²) - Svir (22,3 km²) - Snudi (22 km²) |

### Klima
Zbog blizine Baltičkog mora (257 km od najbliže točke), klima je umjereno kontinentalna. Zime traju između 105 i 145 dana, a ljeta do 150 dana. Prosječna temperatura u siječnju iznosi -6 °C, a prosječna srpanjska temperatura oko 18 °C s visokom vlažnosti zraka. Prosječna godišnja količina oborina kreće se između 550 i 700 milimetara, a ponekad i više.
| Klimatološki srednjaci za Minsk | Klimatološki srednjaci za Minsk | Klimatološki srednjaci za Minsk | Klimatološki srednjaci za Minsk | Klimatološki srednjaci za Minsk | Klimatološki srednjaci za Minsk | Klimatološki srednjaci za Minsk | Klimatološki srednjaci za Minsk | Klimatološki srednjaci za Minsk | Klimatološki srednjaci za Minsk | Klimatološki srednjaci za Minsk | Klimatološki srednjaci za Minsk | Klimatološki srednjaci za Minsk | Klimatološki srednjaci za Minsk |
| mjesec                          | sij                             | velj                            | ožu                             | tra                             | svi                             | lip                             | srp                             | kol                             | ruj                             | lis                             | stu                             | pro                             | godina                          |
| ------------------------------- | ------------------------------- | ------------------------------- | ------------------------------- | ------------------------------- | ------------------------------- | ------------------------------- | ------------------------------- | ------------------------------- | ------------------------------- | ------------------------------- | ------------------------------- | ------------------------------- | ------------------------------- |
| srednja dnevna temperatura, °C  | −6,9                            | −6,2                            | −1,9                            | 5,4                             | 12,4                            | 15,9                            | 17,4                            | 16,3                            | 11,6                            | 5,8                             | 0,1                             | −4,2                            | 5,5                             |
| oborine, mm                     | 41,9                            | 37,7                            | 38,4                            | 44,6                            | 59,3                            | 81,7                            | 88,3                            | 81,1                            | 57,5                            | 45,9                            | 51,2                            | 48,1                            | 678,3                           |
| Izvor: World Climate            |                                 |                                 |                                 |                                 |                                 |                                 |                                 |                                 |                                 |                                 |                                 |                                 |                                 |

## Stanovništvo
Prema popisu stanovništva iz 2019. godine, broj stanovnika je 9,454.800. Bjelorusi čine 83,7 % od ukupnog stanovništva. Sljedeće najveće etničke skupine su: Rusi (8,3 %), Poljaci (3,1 %) te Ukrajinci (1,7 %). U Bjelorusiji su dva službena jezika: bjeloruski i ruski. Od 1990. godine, samo je bjeloruski bio službeni jezik, a ruski je to postao nakon referenduma 1995. godine. U Bjelorusiji stoljećima su strani vladari potiskivali bjeloruski jezik. U Sovjetskom Savezu na prostoru Bjelorusije, službeni jezik u školama i ustanovama bio je samo ruski. U gradovima se više cijenio ruski, dok se bjeloruski govorio uglavnom na selu. Ova dva jezika slična su pa je većina stanovništva dvojezična, razumiju oba jezika. Službeno pismo je ćirilica. Kao prvi jezik, ruski koristi čak 72 % stanovništva, dok bjeloruski, samo 11,9 %. Nacionalne manjine govore i: poljski, ukrajinski i jidiš. U Bjelorusiji postoji miran i skladan suživot između većinskog naroda i manjina, zbog sličnosti u jeziku i običajima.
Gustoća stanovništva je 48 ljudi po četvornom kilometru. U gradovima živi 70 % stanovništva. Nakon Drugog svjetskog rata bilo je samo 20 % gradskog stanovništva. Broj se naglo povećao, zbog gospodarske krize na selu i masovne sovjetske industrijalizacije u gradovima. Bjelorusija je pretrpjela strašne gubitke stanovništva tijekom povijesti, a naročito prije, za vrijeme i nakon Drugog svjetskog rata. 
Na prostoru Bjelorusije, vodile su se žestoke borbe između Sovjetskog Saveza i nacističke Njemačke. Poginulo je 20 % stanovništva tj. oko 2,2 milijuna ljudi. Još oko 700.000 stanovnika poginulo je od progona sovjetskog režima. Prije Drugog svjetskog rata, Židovi su činili 10 % stanovništva, a u gradovima poput Minska, Grodna i Pinska čak i preko 50 %. Danas ih ima 10 % od nekadašnjeg broja. Nakon Drugog svjetskog rata, doselio se velik broj Rusa, koji su se lako uklopili.
Minsk je glavni i najveći grad i ima 2,018.300 stanovnika Gomelj s 481.000 stanovnika drugi je najveći grad. Ostali veliki gradovi su: Mogiljov (365.100 stanovnika), Vitebsk (342.400 stanovnika), Grodno (314.800 stanovnika) i Brest (298.300 stanovnika).
Kao i mnoge druge europske zemlje, Bjelorusija ima negativnu stopu rasta stanovništva i negativan prirodni rast. Godine 2007., broj stanovnika smanjio se za 0,41 %, a stopa fertiliteta bila je 1,22. Stopa migracija je vrlo mala.
Godine 2007. 69,7 % stanovništva činila je populacija u dobi od 14. do 64. godine starosti, 16 % je mlađih od 14. godina, dok 14,6 % stanovništva ima 65 ili više godina. Populacija postupno sve više stari. Prosječna dob je 37 godina, a procjenjuje se da će će biti između 55 i 65 godina u 2050. godini. Prosječni životni vijek je 68,7 godina (63,0 godina za muškarce i 74,9 godina za žene). Više od 99 % Bjelorusa je pismeno.
| Pokazatelj                     | Vrijednost | Položaj u svijetu |
| ------------------------------ | ---------- | ----------------- |
| Ljudski razvojni indeks(2005.) | 0,804      | 64 od 177         |
| Očekivana životna dob (2018.)  | 73,2       | 139 od 223        |
| Stanovništvo (srpanj 2018.)    | 9 527 543  | 94 od 238         |
| Broj žena na 100 muškaraca     | 113        | -                 |

## Religija
Oko 80 % stanovništva izjasnilo se kao vjernici Ruske pravoslavne crkve (Bjeloruski egzarhat), 10 % su rimokatolici, a 2 % protestanti. Od ovog broja svega 18 % pravoslavnih vjernika redovno posjećuje crkve, dok je broj katoličkih vjernika koji posjećuju crkve nešto veći.
Do Drugog svjetskog rata, Bjelorusija je imala veliku židovsku zajednicu, ali danas je postotak Židova manji od 1 %. Islam kao religiju ispovijedaju tatarska (15.000) i azerska manjina.
Procjene o stvarnom udjelu katolika u Bjelorusiji variraju od 10 do 30 %. Katoličanstvo je kao nešto zapadnjačko bila nepoželjna pojava u boljševičkom SSSR-u, pa su katolici bili proganjani, a ateistički je režim radio na odvlačenju grkokatolika od pape. U katolike se uglavnom ubrajaju pripadnici poljske i litavske manjine, a protestanti su pripadnici njemačke manjine. Jedan manji dio pripadnika ukrajinske manjine su grkokatolici. Katolici najviše žive na području grada Grodno. Katolička Crkva u Bjelorusije sastoji se od jedne nadbiskupije Minsk-Mahilau, koja se sastoji od nekoliko biskupija. Nadbiskup je Poljak Tadeusz Kondrusiewicz. Apostolski nuncij u Bjelorusiji od 2004. do 2011. bio je hrvatski nadbiskup Martin Vidović. Današnji prvi tajnik apostolske nuncijature u Bjelorusiji je Hrvat, mons. Marinko Antolović iz Zenice. Katedralna crkva u Minsku je katedrala Blažene Djevice Marije.
Bogoslužje se u pravoslavnim crkvama služi na ruskom jeziku, a u katoličkim na poljskom. Bilo je nastojanja, da se služi i na bjeloruskom jeziku, ali nije naišlo na plodno tlo.
Nakon Drugog svjetskog rata, komunističke vlasti protjerivale su pripadnike svih vjera, oduzimali im imovinu te zatvorili i pogubili dio vjernika. To je rezultiralo slabljenjem vjerskih zajednica. Nakon pada komunizma, došlo je do prestanka represije nad vjernicima.
Prema članu 16 Ustava, Bjelorusija je sekularna država bez službene religije i svim građanima zajamčeno je pravo na slobodu vjeroispovjesti.

## Gospodarstvo
Do raspada bivšeg SSSR-a 1991. godine, Bjelorusija je bila jedna od industrijski najrazvijenijih članica. Nakon stjecanja nezavisnosti, gotovo sve bivše sovjetske republike upale su u ekonomske poteškoće. Umjesto "tržišnog kapitalizma" Bjelorusija je uvela "tržišni socijalizam", politiku prema kojoj je vlada bila ta koja je kontrolirala kretanje cijena i inflacije, a miješala se i u rad poduzeća (tržište je liberalizirano tek 2008. s ciljem intenzivnijeg privlačenja stranih investicija). Te mjere bjeloruske vlade, ali i Unija s Rusijom pomogli su Bjelorusiji, da ekonomski dosta bezbolno preživi tu početnu fazu tranzicije.
Zahvaljujući Savezu s Rusijom, Bjelorusija je dobila ogromno izvozno tržište za svoje proizvode, a također su i glavni energenti (nafta i plin) bili dostupni po znatno povoljnijim cijenama. Sve je to dovelo do ekonomskog rasta tijekom 90.-ih godina. Prema izvješću UN-a o gospodarstvu u svijetu u 2006. Bjelorusija je označena kao brzorastuća ekonomija: rast BDP-a u 2004. iznosio je 11 % (na drugom mjestu u ZND-u), a 2005. rast je iznosio 8,5 %. Na osnovu tih pokazatelja Bjelorusija je zabilježila veći rast od susjednih zemalja članica EU-a (Poljske, Litve i Latvije). Rast u 2010. iznosio je oko 6,1 %. Veliki problem je inflacija (koja je po nekim pokazateljima u 1999. iznosila 300 %). Smanjena je na 6,6 % u 2006. godini. Međutim, u 2011. inflacija je ponovo doživjela veliki skok, i u prvih 6 mjeseci iznosila je 36,2 % (u odnosu na 9,9 % iz 2010.).
Iz bivše zajedničke države, Bjelorusija je naslijedila razvijenu jaku industrijsku i poljoprivrednu bazu te obrazovan stručni kadar. Životni standard je bio među najvišima na području bivše države. Nakon stjecanja nezavisnosti i dalje je zadržan stari sovjetski sustav, a privatizacije državnog kapitala gotovo da nije ni bilo (oko 80 % industrije, uključujući i najveće kombinate, ostali su u vlasništvu države). Poduzeća u državnom vlasništvu daju oko 75 % cjelokupne vrijednosti nacionalnog BDP-a.
Najvažnije prirodno bogatstvo je treset, koji se koristi kao gorivo, gnojivo i u kemijskoj industriji. Ekonomski su isplative i zalihe kamene i kalijeve soli. Rezerve nafte i prirodnog plina vrlo su skromne, tako da se većina energenata uvozi iz susjedne Rusije (naftna polja u Polesju zadovoljavaju svega 30 % domaćih potreba). Postoje i značajnije zalihe uljnih škriljaca, procjenjene na oko 8,8 milijardi tona. Najvažnije rafinerije nafte i plina nalaze se u Novopolocku i Gomelju (50 % gotovih proizvoda se izvozi).
Razvijena je industrija traktora (tvornice "Tvornica traktora Minsk", "Borisov Works of Automobile and Tractor Electric Equipment" (BATE Borisov i dr.), kamiona (MAZ-MAN), autobusa (MAZ, Neman), vojnih vozila (nosači balističkih raketa) i drugih poljoprivrednih i građevinskih strojeva (MZKT, BelAZ i dr.), zatim kemijska, tekstilna i drvoprerađivačka industrija. Tvornica kamiona, autobusa i vojnih vozila MAZ, bila je najveća tvornica kamiona u Sovjetskom Savezu. Od 1997. godine, u suradnji s njemačkim koncernom MAN, osnovano je bjelorusko-njemačko poduzeće MAZ-MAN. Razvijena je optička industrija. Poduzeće optike "Optik" iz Lide jedna je od najvećih europskih tvornica optičkih elemenata poput prizmi i leća. Postoje i druga poduzeća, koja proizvode optomehaničke elemente, lasere i sl. Glavni poljoprivredni proizvodi su: krumpir, lan, konoplja, šećerna repa, zob, raž, heljda i pšenica, dok u stočarstvu dominira mliječno i mesno govedarstvo, svinjogojstvo i uzgoj pilića.
Glavni vanjski trgovački partneri Bjelorusije su: Rusija, Poljska, Ukrajina i Njemačka.
Nuklearna katastrofa u Černobilu 1986. godine ostavila je vrlo negativne posljedice i na bjelorusko gospodarstvo. Zbog pojačane radijacije, došlo je do zagađenja tla, mnoga sela (posebno na jugu zemlje) u potpunosti su napuštena, a stanovništvo preseljeno. Proces dekontaminacije zagađenih područja jako je skup i dugotrajan.
Ukupan BDP u 2017. iznosio je 179 milijardi dolara, a BDP po glavi stanovnika iznosio je $18.900. Stopa nezaposlenosti u siječnju 2010. iznosila je samo 0,9 %. To je rezultat projekta, po kojem mladi ljudi nakon završetka obrazovanja odmah dobivaju posao u nekom od državnih poduzeća. Zbog recesije, nezaposlenost se malo povećala tijekom 2011. Vanjski dug u 2010. iznosio je 22,06 milijardi američkih dolara. Sektor usluga čini 51 % ukupnog BDP-a, industrija 27,1 %, a poljoprivreda 13 %.
Radnu snagu čine više od četiri milijuna ljudi, među kojima su žene malo više zastupljenije nego muškarci. Godine 2005., gotovo četvrtina stanovništva bila je zaposlena u industrijskim pogonima, a zapošljavanje je također visoko u poljoprivredi, trgovini i obrazovanju. Broj nezaposlenih osoba 2005., iznosio je 679.000, od čega su oko dvije trećine bile žene.
Valuta je bjeloruski rubalj (BYR). Valuta je uvedena u svibnju 1992., zamijenivši sovjetski rubalj. Bjelorusija ima 30 državnih banaka i jednu privatiziranu banku. U svibnju 2011. dogodila se značajna devalvacija bjeloruskog rublja u odnosu na američki dolar. U lipnju 2011. Bjelorusija je zatražila ekonomski paket spašavanja od Međunarodnog monetarnog fonda.
| Podaci                              | Vrijednosti                     |
| ----------------------------------- | ------------------------------- |
| BDP                                 | 54,44 milijardi dolara (2017.)  |
| BDP (PPP-metoda)                    | 179,40 milijardi dolara (2017.) |
| BDP po stanovniku                   | 18 900 dolara (2017.)           |
| Stopa nezaposlenosti                | 0,8 % (2017.)                   |
| Vanjski dug                         | 39,92 milijardi dolara (2017.)  |
| Rezerve u devizama                  | 7,315 milijardi dolara (2017.)  |
| Stanovništvo ispod praga siromaštva | 5,7 % (2016.)                   |
| Ginijev koeficijent                 | 26,5 (2011.)                    |
| Zaposlenost po sektorima (2017.)    | poljoprivreda: 8,1 %            |
|                                     | industrija: 40,8 %              |
|                                     | usluge: 51,1 %                  |
| Izvor: CIA World Factbook 2018      |                                 |

## Infrastruktura

### Promet
Razvijene su sve vrste prometa. Ukupna dužina željezničkih pruga iznosi 5512 km (874 km elektrificirano), a nacionalni željeznički prijevoznik zove se Željeznice Bjelorusije, preko kojeg se odvija 3/4 ukupnog teretnog i oko 1/2 putničkog prometa u zemlji. Ukupna dužina asfaltiranih cesta iznosi 93.055 kilometara. Glavna autocesta je M1, koja vodi od Poljske do Rusije preko Minska. Nacionalni avioprijevoznik je Belavija iz Minska.
Minsk je jedini grad, koji ima metro. Dnevno prevozi oko 800.000 putnika. Ima dvije linije – Linija 1, plave boje ("Moskovskaya") i Linija 2, crvene boje ("Avtozavodskaya"). Ukupna dužina tračnica iznosi 30,3 km, a ukupan broj postaja je 25. Kao i u mnogim drugim metro sustavima u bivšim sovjetskim zemljama i ovdje su postaje umjetnički ukrašene. Većina njih je ukrašene u socijalističkom stilu, no sve je više novih i obnovljenih stanica, koje su uređene prema najmodernijim trendovima. Prijevozom upravlja tvrtka "Minsky Metropoliten".
Tramvaj vozi u gradovima: Minsk, Gomelj, Brest, Mogilev, Mozir, Novapolock, Vitebsk i Grodno. U Minsku postoji 11 tramvajskih linija.

### Obrazovanje
Obrazovni sustav u Bjelorusiji dijeli se na sljedeće razine:
- Predškolsko obrazovanje (jaslice i vrtići);
- Obavezna osnovna škola (počinje sa 6 godina, traje 9 godina i besplatna je);
- Srednja škola (besplatna i obavezna): tehničke škole, gimnazije i sl.
- Visoko obrazovanje (postoji oko 40 državnih i 20 privatnih fakulteta).

Nastava se odvija na oba službena jezika: na ruskom i bjeloruskom. Međutim u gradskim sredinama i na sveučilištima u najvećem broju slučajeva nastava se odvija na ruskom jeziku, dok je bjeloruski jezik u nastavi zastupljen uglavnom u ruralnim sredinama. Zbog dugotrajne rusifikacije, bjeloruski jezik je podređen.
Bjelorusko školstvo još uvijek nije uključeno u Bolonjski proces (a to bi se moglo dogoditi 2012. godine). Nakon završetka fakulteta, većina lako nađe posao u nekom od većinom državnih poduzeća.
Najviša znanstvena institucija je "Nacionalna akademija znanosti Bjelorusije" (blr. Nacionalьnaя akademiя nauk Belarusi, NAN Belarusi).

### Mediji
Godine 2008., registrirano je 3,720.000 pretplatnika fiksne telefonije i 8,640.000 korisnika mobilne telefonije (nacionalna telefonska agencija je Beltelekom i u državnom je vlasništvu). Ima oko 3,5 milijuna korisnika interneta. Vršna domena za Bjelorusiju je ".by". Najveća medijska kuća u zemlji je Nacionalna radio-televizija Bjelorusije (NGTRK RB), koja emitira radijski i tv-program preko zemaljskih i satelitskih frekvencija.
Prema Ustavu Bjelorusije zagarantirana je sloboda medija, međutim stavak 5 Ustava zabranjuje klevete na račun predsjednika države i visokih državnih službenika. Zbog toga članka u Ustavu, mnoge nevladine organizacije sumnjaju u stvarnu slobodu medija u Bjelorusiji. Tako su OEBS i "Freedom House" rangirali Bjelorusiju kao zemlju u kojoj je ugrožena sloboda medija. Predsjednik Lukašenko, stavio je pod državno vlasništvo i kontrolu najvažnije tv-kuće, radio postaje i novine.
Postoje dva tipa novina: u državnom i privatnom vlasništvu. Tiskaju se na ruskom ili bjeloruskom jeziku, a postoje i dvojezične na oba jezika. Najčitanije novine su u državnom vlasništvu i pod kontrolom vlasti: "Sovetskaya Belarussia – Belarus segodnya" ("Sovjetska Bjelorusija – Bjelorusija Danas", dnevna naklada oko 500.000 primjeraka), "Respublika" ("Republika", 120.000 primjeraka), "Zviazda" ("Zvijezda", 40.000 primjeraka, najčitanije od novina na bjeloruskom jeziku). Najčitaniji tjednik je "7 Dney" ("7 dana").

## Politika
Prema Ustavu, Bjelorusija je predsjednička republika s predsjednikom na čelu države i Narodnom skupštinom (blr. Нацыянальны сход Рэспублiкi Беларусь). Bjelorusija je trenutačno jedina predsjednička republika u Europi, dok ih u svijetu ima mnogo uključujući i: SAD, Brazil, Meksiko, Iran i mnoge dr. Predsjednik Bjelorusije bira se na petogodišnji mandat na izravnim izborima s neograničenim brojem mandata (u skladu s izmjenama Ustava iz 2004.). Od 1994. predsjedničku dužnost obavlja Aleksandar Lukašenko, koji je prvi predsjednik, koji je izabran na izborima. Prije njega, na čelu države bio je Stanislav Šuškevič (1991. – 1994.) kao prijelazno rješenje između raspada Sovjetskog Saveza i prvih izbora. Narodna skupština je dvodomni parlament kojega čini 110 članova Zastupničkog (donjeg) doma i 64 člana Vijeća Republike (Gornji dom).
Zastupnički dom imenuje premijera, predlaže amandmane na ustav i predlaže smjernice vanjske i unutarnje politike. Sve odluke Donjeg doma moraju proći potvrdu u Gornjem domu koji čak ima ovlasti za opoziv ili reizbor predsjednika države. Na čelu Vlade je premijer i pet potpredsjednika. Ministre u Vladi bira predsjednik države. Najviše sudsko tijelo je Vrhovni sud, koji nadgleda rad nižih sudova i revidira njihove odluke, ako za to ima potrebe. Ustavni predmeti i tužbe šalju se na razmatranje Ustavnom sudu Republike Bjelorusije. Suce Vrhovnog suda imenuje predsjednik države s odobrenjem Vijeća Republike.
Posljednja dva kruga predsjedničkih izbora (iz 2006. i 2010. godine) pratile su brojne kontroverzije. U oba slučaja aktualni predsjednik A. Lukašenko ostvario je uvjerljive pobjede, ali su pripadnici oporbe izbore proglasili nelegitimnim. Promatrači iz Rusije i ZND-a izbore su smatrali legitimnim, dok su promatrači zapadnih organizacija, poput OESS-a izjavili, da su izbori bili namješteni i nelegalni.

### Ljudska prava
Predsjednik Lukašenko osobno je svoj način vladavine opisao kao autoritativan demokratski politički sustav. Vlade zemalja Europske unije i SAD-a te bjeloruska oporba vide bjeloruskog predsjedniku kao diktatora.
Vijeće Europe je 1997. godine suspendiralo Bjelorusiju iz svog članstva, zbog nepravilnosti na izborima godinu dana ranije i represije koje vladajuća stranka vrši nad oporbom, nevladinim organizacijama, novinarima i manjinama. Oporba je više puta organizirala prosvjede, koje je policija rastjerala i pritvorila organizatore.
Predsjednik Lukašenko dva je puta predlagao kontroverzne izmjene Ustava. Prvo je 1996. godine, produljeno trajanje mandata predsjednika s 5 na 7 godina, a 2006. godine usvojen je amandman o neograničenom broju mandata predsjednika države. Bivša američka državna tajnica Condoleezza Rice svrstala je Bjelorusiju 2005. godine, u grupu od 6 zemalja svijeta, gdje vlada tiranija.
Bjelorusija se nalazi na 54. mjestu od 182. države svijeta po ljudskom razvojnom indeksu (eng. Human Development Index) po podatcima iz 2010. godine. Nalazi se na 112. mjestu od 153 države svijeta po globalnom indeksu mira (eng. Global Peace Index) po podatcima iz 2011. godine. Nalazi se na 127. mjestu od 178 država svijeta po indeksu percepcije korupcije u istraživanju Amnesty Internationala iz 2010. godine.
Opća stopa kriminala niža je nego u zapadnoeuropskim zemljama. Između većinskog naroda Bjelorusa i najbrojnijeg manjinskog naroda Rusa predvladavaju odlični odnosi. Postoji tolerancija prema pripadnicima različitih vjerskih ispovijesti. Bjelorusi su gostoljubljivi prema stranim turistima.

### Međunarodni odnosi
Bjelorusija je jedna od prvih članica i osnivača UN-a (još od 1945. kao Bjeloruska SSR). Najbolje bilateralne odnose ima sa susjednom Rusijom, koja je jedan od najvažnijih trgovačkih i diplomatskih saveznika Minska (još od raspada SSSR-a). Bjelorusko gospodarstvo ovisi o uvozu sirovina (nafta i plin) iz Rusije, odnosno glavnina domaćeg izvoza upućena je na to tržište. Kao rezultat bliskih odnosa formiran je Savez Rusije i Bjelorusije 1996. kao nadnacionalna konfederacija čiji je krajnji cilj bilo uspostavljanje jedinstvenog monetarnog sustava, jedinstvene obrambene i vanjske politike te uvođenje jedinstvene putovnice. To je samo djelomično postignuto, jer je Bjelorusija željela ravnopravan odnos, a Rusija je željela Bjelorusiju kao dio Ruske Federacije. Bjelorusija je također jedna od glavnih osnivača Zajednice Nezavisnih Država, a Minsk je sjedište zajednice. Bjelorusija ima potpisane ugovore o slobodnoj trgovini s nekoliko zemalja članica EU-a, iako je službeno EU uvela sankcije prema predsjedniku Lukašenku i njegovim suradnicima. Bjelorusija ne radi korake prema euro-atlantskim integracijama, zbog bliskih odnosa s Rusijom.
Diplomatski odnosi sa SAD-om su zategnuti i loši zbog podrške službenog Washingtona bjeloruskoj oporbi. Međutim dvije nacije surađuju u borbi protiv organiziranog kriminala i trgovine ljudima, te na pitanjima tehnološkog kriminala i pomoći u izvanrednim situacijama. Odnosi s NR Kinom su na visokoj razini, posebno u ekonomskoj sferi. Bjelorusija je članica Pokreta nesvrstanih od 1998. te Organizacije za Europsku sigurnost i suradnju (OESS).
Hrvatska nema veleposlanstvo u Bjelorusiji, ali je veleposlanik u Rusiji zadužen i za diplomatske odnose s Bjelorusijom i s drugim bivšim sovjetskim republikama. Bjelorusija nema veleposlanstvo u Hrvatskoj, a najbliža bjeloruska veleposlanstva su u Mađarskoj, Italiji, Austriji i Srbiji. Za putovanja u Bjelorusiju, potrebna je viza za hrvatske državljane.

### Vojska
Oružane snage Republike Bjelorusije formirane su 1992. godine na ostatcima nekadašnje crvene armije, koja je bila smještena na teritoriju Bjelorusije. Transformacija nekadašnje crvene armije završena je do 1997. godine, a broj vojnika smanjen je za 30.000. Oružane snage djeluju u okviru Ministarstva obrane i podijeljene su u tri roda: kopnena vojska, vojno zrakoplovstvo i specijalne jedinice. Glavni zapovjednik oružanih snaga je predsjednik države.
Svi punoljetni mladići imaju obvezu redovnog služenja vojnog roka i oni ujedno čine rezervni sastav vojske Bjelorusije (vojni rok traje 12 mjeseci za visokoobrazovane regrute, dok za ostale traje 18 mjeseci). Status profesionalnih vojnika imalo je 2001. godine 12 000 pripadnika Oružanih snaga Bjelorusije. Godine 2005. za potrebe obrambenih snaga izdvojeno je 1,4 % ukupnog BDP-a, što je manje od hrvatskog postotka proračunskih izdvajanja za vojsku. Iako Bjelorusija ne izražava interes prema budućem članstvu u NATO-u, ipak sudjeluje u nekim NATO-vim programima poput Partnerstva za mir (od 1995.) te pruža podršku misiji ISAF-a u Afganistanu. Od 1992. godine članica je Organizacije kolektivne sigurnosti zajedno s još 6 bivših država SSSR-a.

## Kultura i umjetnost

### Likovna umjetnost
Križ sv. Efrosinije remek-djelo je bjeloruske kulture, kojeg je izradio bjeloruski majstor Lazar Bokša za crkvu sv. Spasitelja u Polocku 1161. godine. Nestao je na početku Drugog svjetskog rata i ne zna se gdje je danas.
Umjetnost srednjeg vijeka pod bizantskim je utjecajem. Francysk Skaryna objavio je prvu Bibliju na bjeloruskom jeziku u 16. stoljeću, koja sadrži i vrijedne ilustracije. Od 16. do 18. stoljeća nastale su brojne ikone.
Postojale se tri važne umjetničke škole s kraja 19. i početka 20. stoljeća: umjetnička škola u Vitebsku, škola lijepih umjetnosti u Vilniusu (danas Litva) i Krugerova škola crtanja u Minsku. Iz tog vremena potječe više poznatih slikara, najčešće bjeloruski Židovi, od kojih je najpoznatiji Marc Chagall, jedan od najvećih svjetskih umjetnika 20. stoljeća. Ostali cijenjeni slikari i kipari su: Chaim Soutine, Yehuda Pen, Pinchus Kremegne, Ossip Zadkine, Michel Kikoine i dr. Kada su uslijedili progoni Židova pobjegli su u druge krajeve, najviše u Pariz. Tamo im je pomogao i francuski književnik Guillaume Apollinaire, čija je majka rođena u Bjelorusiji.
Kazimir Maljevič, jedan od glavnih predstavnika ukrajinske i ruske avangarde radio je kao predavač i direktor na umjetničkoj školi u Vitebsku od 1919. do 1922. godine. Sa studentima iz Vitebska osnovao je suprematsku grupu UNOVIS.
Ruski umjetnik El Lissitzky djetinjstvo i mladost proveo je u Vitebsku. Na poziv Marca Chagalla, predavao je na umjetničkoj školi u Vitebsku od 1919. do 1921. godine zajedno s Maljevičem, kojeg je osobno nagovorio, da dođe tamo.

### Arhitektura
Arhitektura u Bjelorusiji odraz je povijesti, razvoja, pojave novih stilova i ideja, ali i ratova, razaranja i ponovne gradnje i obnove. Glavni grad Minsk pretrpio je brojna razaranja tijekom povijesti. Napadali su ga: krimski Tatari 1505., napoleonova Francuska 1812., Nijemci 1918., Poljaci od 1919. do 1920. i nacistička Njemačka od 1941. do 1944. Samo 5 % grada ostalo je sačuvano nakon završetka Drugog svjetskog rata. Obnova je bila vrlo uspješna i pozitivan je primjer sovjetskog planskog monumentalnog klasicizma.
Danas je Minsk uredan, moderan, kozmopolitski grad s obiljem parkova i zelenila te s odlično riješenom prometnom infrastrukturom bez gužvi i zastoja s kvalitetnim javnim prijevozom, koji uključuje i metro. Uz istočne obale rijeke Svisloč ponovno su sagrađene građevine u stilu 17. i 18. stoljeća, koje čine kontrast prema širokim, dugim avenijama. Od građevina ističu se: katolička poljska katedrala sv. Simona i Elene, koja je poznata i kao "crvena crkva", zatim pravoslavna katedrala i zgrada Nacionalne opere i baleta. Modernu arhitekturu predstavlja visokotehnološka zgrada Nacionalne knjižnice.
U Bjelorusiji je mnogo dvoraca, od kojih se ističu dvorci Mir i Nesviž pod zaštitom UNESCO-a.
Iz srednjeg vijeka (9. do 11. stoljeće) sačuvan je dvorac u Grodnu i pravoslavne crkve u Grodnu i Polocku.
Jedna od najpoznatijih građevina u zemlji je tvrđava u Brestu sagrađena od 1838. do 1842. godine. Cijeli grad je pomaknut istočno, kako bi bilo mjesta za masivnu tvrđavu. Razorena je tijekom 1941., a ostatci su pretvoreni u muzej.
U gradu Grodnu negativan je primjer suvremenog urbanizma. Vlasti su devastirali dio stare gradske jezgre, kako bi proširili ulice, što je trajalo dok se građani nisu pobunili i zaustavili radove.

### Književnost
Početci bjeloruske književnosti vezuju se za razdoblje Kijevske Rusi (između 11. i 13. stoljeća) i uglavnom počiva na liturgijskim spisima. Iz tog razdoblja datiraju spisi svetog Ćirila Turavskog, kojega su suvremenici nazivali "ruskim Ivanom Zlatoustim" (bogoslovna akademija u Minsku nosi njegovo ime).
Prve tiskane knjige na bjeloruskom jeziku pojavile su se početkom 16. stoljeća, kada je današnja Bjelorusija bila u granicama Litavske kneževine u kojoj je starobjeloruski jezik imao status službenog jezika. Francysk Skaryna objavio je "Psaltir" – prvu tiskanu knjigu na bjeloruskom jeziku u Pragu 1517. To je ujedno bila i prva knjiga tiskana na nekom od istočno-slavenskih jezika.
Razdoblje moderne bjeloruske književnosti počinje s kraja 19. stoljeća i sadrži elemente romantizma, impresionizma, realizma i modernizma. Najvažniji književnici iz tog razdoblja su: Maksim Bogdanovič, Jakub Kolas i Janka Kupala u poeziji te prozaist Zmitrok Bjadulja.
Nakon što je Bjelorusija postala dio Sovjetskog Saveza, sovjetska vlada preuzela je kontrolu i nad izdavanjem knjiga. Slobodan razvoj književnosti dogodio se samo na bjeloruskom teritoriju pod vlašću Poljaka, do sovjetske okupacije 1939. godine. Nekoliko književnika otišlo je u egzil nakon nacističke okupacije Bjelorusije, i nisu se vratili sve do 1960. Posljednji veliki pomak u bjeloruskoj književnosti dogodio se 1960.-ih izdavanjem romana Vasila Bykava i Uladzimira Karatkeviča.
U ljetu 2006. godine, otvorena je nova moderna visokotehnološka zgrada Nacionalne knjižnice u Minsku, koja čuva najviše knjiga na ruskom jeziku izvan Rusije.

### Glazba
Počeci bjeloruske glazbe sežu u 15. stoljeće. Postojali su istočno-europski zabavljači pod imenom skomorohi, koji su glumili, pjevali, plesali, svirali i skladali pjesme.
Tek sredinom 19. stoljeća u većim gradovima širom zemlje počinju se otvarati operne i baletne kuće, a klasična glazba doživjela je veliki napredak tijekom sovjetske ere. Postoji više kvalitetnih orkestara i zborova poput: Predsjedničkog orkestra Bjelorusije, Nacionalnog koncertnog orkestra Bjelorusije, Državnog akademskog simfonijskog orkestra itd. Nacionalni baletni teatar iz Minska dobio je nagradu za najbolju baletnu kuću na svijetu 1996. godine Cijenjen je i Nacionalni akademski boljšoj teatar u Minsku. Tradicionalna narodna glazba često se izvodi se i danas. Karakterizira je veselje i miroljubljivost. Tijekom sovjetske vladavine, vlasti su snažno podupirale rad kulturno - umjetničkih društava.
Tijekom 1970.-ih godina planetarnu slavu stekli su članovi grupe Pesnjari, koji su spajali narodnu glazbu sa suvremenom rock glazbom te su bili prvi sovjetski glazbeni sastav, koji je imao turneju po SAD-u. Najpopularnija rock grupa je N. R. M. Bjeloruska rock grupa Ljapis Trubeckoj (blr. "Lя́pis Trubeckóй") dobivala je glazbene nagrade i izvan Bjelorusije (Rusija i Portugal). Spot za pjesmu "Capital" osvojio je desetak glazbenih nagrada. Nakon što su objavili pjesme u kojima traže promjenu vlasti, zabranjeno im je javno djelovanje. Među popularnim izvođačima su i: Boris Moiseev, ULIS, TT-34 i mnogi drugi.
Mladi ljudi najviše slušaju rusku i zapadnjačku pop glazbu. U poljskom gradu Gródeku kraj Białystoka, održava se rock festival kojeg organizira bjeloruska mladež. Na tom području živi oko 200.000 Bjelorusa. Taj rock festival često se naziva "bjeloruskim Woodstockom".
Od 2004. godine, Bjelorusija se natječe na Izboru za pjesmu Eurovizije. Najveći uspjeh na tom natjecanju ostvarili su 2007. godine u Helsinkiju kada je pjevač Dima Koldun s pjesmom "Daй mne silu" (ili na engleskom "Work Your Magic") zauzeo 4. mjesto u finalnoj večeri.
U gradu Vitebsku, svake se godine tradicionalno održava međunarodni glazbeni festival "Slavjanski bazar", koji promovira sveslavensku kulturu i umjetnost.
Ryhor Reles, jedan od zadnjih pisaca u Bjelorusiji koji je pisao na jidišu.

### Narodna nošnja
Bjeloruska narodna nošnja datira iz vremena Kijevske Rus' i izrađena je uglavnom od lana ili vune (plemstvo je koristilo i svilu, brokat i baršun), a detalji se razlikuju od regije do regije (etnografi su utvrdili postojanje 30-ak različitih inačica nošnje), a dominiraju bijela i crvena boja. Neki od tradicionalnih uzoraka čak se nalaze i na bjeloruskoj zastavi. Zbog hladne kontinentalne klime i dugih zima, narodna nošnja je topla i zatvorena. Ima sličnosti s narodnom nošnjom okolnih naroda. Osnovu muške odjeće čine košulja s pojasom i hlače, a žensku košulja duža od muške i "paniova" tip duge suknje. Zimi se nosi kaput iznutra obložen krznom. Postoje folklorna društva, koja njeguju običaje, izvode tradicionalne plesove i čuvaju narodnu nošnju.

### Kuhinja
Bjeloruska tradicionalna kuhinja temelji se na: obilju povrća (krumpir, cikla, kupus, luk i dr.), mesu (uglavnom svinjetina, ali i piletina i slatkovodne ribe), na žitaricama (ječam, heljda), gljivama i kruhu (uglavnom raženi kruh, jer prirodni uvjeti puno više pogoduju uzgoju raži u odnosu na druge žitarice). Od salata najčešće su: salata od kupusa, salata od cikle i salata od rajčica i krastavaca. Hrana se uglavnom služi kuhana. Popularne su juhe: kao što su boršč (s ciklom) i šči (s kiselim kupusom). Od voća posebno se ističe bobičasto voće poput jagoda, borovnica i brusnica. U znak dobrodošlice, domaćin gosta tradicionalno dočekuje s kruhom i solju (što je tradicija u većini slavenskih naroda). Bjeloruska kuhinja je spoj lokalne tradicije i utjecaja drugih naroda. Slična je kuhinjama Poljske, Litve, Latvije i Rusije.
Najpopularnija pića su: votka i kvas. Kvas je bezalkoholno piće, koje se radi od pšeničnog ili raženog brašna (način pripreme je sličan kao kod pripreme "boze" koja se pravi od kukuruznog brašna). Kvas se često kombinira sa svježim povrćem za izradu osvježavajuće hladne juhe zvane "akroška".

## Šport
Bjelorusija se natjecala na Olimpijskim igrama kao dio sovjetske olimpijske momčadi od Helsinkija 1952. godine. Na Olimpijskim igrama u Barceloni 1992., Bjelorusija se natjecala kao dio Zajednice nezavisnih država. Prvi put su se natjecali samostalno na Olimpijskim igrama u Lillehammeru 1994. Bjelorusija je osvojila ukupno 73 medalje na Olimpijskim igrama od 1994.: 11 zlatnih, 23 srebrnih i 39 brončanih. Najviše su osvojili medalja u: atletici (17), dizanju utega (8), gimnastici (8), hrvanju (8) i veslanju (7 medalja). Na svakim Olimpijskim igrama osvojili su barem jednu medalju. Prvu olimpijsku medalju za Sovjetski Savez osvojio je Bjelorus Mihail Krivonosov u Melbourneu 1956. u bacanju kladiva. Na čelu Bjeloruskog nacionalnog olimpijskog odbora je predsjednik Aleksandar Lukašenko od 1997. On je jedini predsjednik na svijetu na toj dužnosti.
Hokej na ledu najpopularniji je šport. Predsjednik je dao brojne donacije za razvoj hokeja, uključujući i gradnju brojnih športskih dvorana za hokej. Bjelorusija je bila iznenađujuće 4. u hokeju na ledu na Olimpijskim igrama u Salt Lake Cityju 2002. godine. Od tada su bjeloruski igrači postali uobičajeni u NHL-u i međunarodnim natjecanjima.
Najuspješniji bjeloruski športaši su: Vitalij Šerbo (najbolji svjetski gimnastičar svih vremena, 6 olimpijskih zlata, 12 puta svjetski prvak), Igor Železovski (jedan od najboljih brzih klizača u povijesti, 6 puta svjetski prvak), Nellie Kim (5 olimpijskih zlata u gimnastici, 5 puta svjetska prvakinja), Olga Korbut (4 olimpijskih zlata u gimnastici, 2 puta svjetska prvakinja), Alexander Medved (najbolji hrvač slobodnim stilom u povijesti, 3 olimpijska zlata, 7 puta svjetski prvak), Svetlana Boginskaja (3 olimpijskih zlata u gimnastici, 5 puta svjetska prvakinja), Viktor Sidyak (4 olimpijskih zlata u mačevanju), Elena Novikova-Belova (4 olimpijskih zlata u mačevanju), Darja Domračeva (4 olimpijska zlata, srebro i bronca u biatlonu, dva zlata, četiri srebra i bronca na Svjetskim prvenstvima). Leonid Taranenko (1 olimpijsko zlato u dizanju utega, 2 puta svjetski prvak), Vladimir Samsonov (6 puta europski prvak u stolnom tenisu), Viktorija Azarenka (1. tenisačica svijeta u siječnju 2012.), Nataša Zvereva (5. tenisačica svijeta 1989.), Max Mirnyi (tenisač), Alexandr Hleb (nogometaš) i dr.

## Državni blagdani
| Datum               | Blagdan                         |
| ------------------- | ------------------------------- |
| 1. siječnja         | Nova godina                     |
| 7. siječnja         | (pravoslavni) Božić             |
| pomično             | (katolički i pravoslavni) Uskrs |
| 9 dana nakon Uskrsa | Dan sjećanja                    |
| 1. svibnja          | Praznik rada                    |
| 9. svibnja          | Dan pobjede                     |
| 3. srpnja           | Dan nezavisnosti                |
| 7. studenog         | Dan revolucije                  |
| 25. prosinca        | (katolički) Božić               |

## Zanimljivosti
- Na njemačkom SR Njemačke i zapadnih zemalja s njemačkim službenim jezikom, Bjelorusija se zove Weißrussland. Ali, na njemačkom jeziku DR Njemačke, Bjelorusija se zvala Belorußland.
- Prije Drugog svjetskog rata, Židovi su činili 10 % stanovništva Bjelorusije. Oni pripadaju istočnim Aškenazima. Mnogi od njih poginuli su ili emigrirali. Od onih koji su emigrirali, mnogi su ostvarili zapažene karijere. Među poznatim bjeloruskim Židovima su: Chaim Weizmann (prvi izraelski predsjednik), Shimon Peres (bivši izraelski predsjednik), Menachem Begin (bivši izraelski premijer i osnivač izraelske stranke Likud te dobitnik Nobelove nagrade za mir 1978.), Isser Harel (bivši vođa izraelske tajne službe Mossad), Marc Chagall (slikar), Eliezer Ben Jehuda (jezikoslovac, otac modernog hebrejskog jezika), Yehudi Menuhin (violinist), Irving Berlin (skladatelj), Michael Marks (jedan od dvojice osnivača trgovačkog lanca Marks & Spencer), David Sarnoff (osnovao američku tv-kuću NBC), Isaac Asimov (književnik)  i dr.
- Bjelorusko podrijetlo imaju: Kirk Douglas (roditelji su mu emigrirali iz Bjelorusije u SAD), Lauren Bacall (rodica Shimona Peresa, roditelji su joj emigrirali iz Bjelorusije u SAD), Ralph Lauren (roditelji su emigrirali iz Bjelorusije u SAD), Larry King (roditelji su emigrirali iz Bjelorusije u SAD), Wayne Gretzky (djed je emigrirao iz Bjelorusije u Kanadu), Guillaume Apollinaire (majka rođena u Bjelorusiji), Lisa Kudrow (preci su emigrirali iz Bjelorusije u SAD, prabaka je stradala u koncentracijskom logoru) i Maria Sharapova (roditelji su emigrirali iz Bjelorusije u Rusiju zbog černobilske katastrofe).
- Najpopularnija muška imena su: Artem, Vladislav, Ivan, Daniil, Aleksej, Aleksandr, Maksim, Jegor i Nikita, dok su najpopularnija ženska imena: Darja, Polina, Anastasija, Anna, Maria, Aleksandra, Ksenija, Elizaveta i dr.[52]
- Prvi bjeloruski film je "Liasnaia byl" iz 1926. godine.[53]
- Polock je najstariji grad u Bjelorusiji. Potječe iz 862. godine, a katedrala sv. Sofije u Polocku iz 11. stoljeća najstariji je sačuvani spomenik u Bjelorusiji.

## Galerija
- Bjeloruska ptica od slame.
- Ikona princeze Sofije iz Slucka (Zofia Olelkowicz Słucka).
- Polje lana, čest prizor u Bjelorusiji.
- Katolička crkva sv. Šimuna i Helene u Minsku.
- Tvrđava u Brestu, poprište borbi u Drugom svjetskom ratu.
- Američka glumica Lisa Kudrow u muzeju posvećenom bjeloruskim Židovima. I njeni preci bili su bjeloruski Židovi.
- Seoska drvena kuća.
- Oktobarski trg u Rečici.

## Vanjske poveznice
- (eng) Vodič o Bjelorusiji
- Detaljna karta Bjelorusije  Arhivirana inačica izvorne stranice od 10. listopada 2011. (Wayback Machine)
- (rus) Fotografije Minska
- O dvorcima s kartom
- Osnovni podaci  Arhivirana inačica izvorne stranice od 17. rujna 2011. (Wayback Machine)

|  | Zajednički poslužitelj ima stranicu o temi Bjelorusija    |
|  | Zajednički poslužitelj ima još gradiva o temi Bjelorusija |
|  | Zajednički poslužitelj sadrži atlas Bjelorusije           |